# Liste der Biografien/Harta
Liste der Biografien |
Portal Biografien |
Personensuche
# |
A |
B |
C |
D |
E |
F |
G |
H |
I |
J |
K |
L |
M |
N |
O |
P |
Q |
R |
S |
T |
U |
V |
W |
X |
Y |
Z |
?
 
Ha |
Hd |
He |
Hi |
Hj |
Hk |
Hl |
Hm |
Hn |
Ho |
Hr |
Hs |
Ht |
Hu |
Hv |
Hw |
Hy
 
Haa |
Hab |
Hac |
Had |
Hae–Haf |
Hag |
Hah |
Hai |
Haj |
Hak |
Hal |
Ham |
Han |
Hao |
Hap |
Haq |
Har |
Has |
Hat |
Hau |
Hav |
Haw |
Hax |
Hay |
Haz
 
Hara |
Harb |
Harc |
Hard |
Hare |
Harf |
Harg |
Harh |
Hari |
Harj |
Hark |
Harl |
Harm |
Harn |
Haro |
Harp |
Harr |
Hars |
Hart |
Haru |
Harv |
Harw |
Harx |
Hary |
Harz
 
Harta |
Hartb |
Hartd |
Harte |
Hartf |
Hartg |
Harth |
Harti |
Hartj |
Hartk |
Hartl |
Hartm |
Hartn |
Harto |
Hartr |
Harts |
Hartt |
Hartu |
Hartv |
Hartw |
Harty |
Hartz
Die Liste der Biografien führt alle Personen auf, die in der deutschsprachigen Wikipedia einen Artikel haben. Dieses ist eine Teilliste mit 12 Einträgen von Personen, deren Namen mit den Buchstaben „Harta“ beginnt.

## Harta
- Harta, Felix Albrecht (1884–1967), österreichischer Maler

### Hartal
- Hartal, Paul (* 1936), ungarisch-kanadischer Maler und Dichter

### Hartan
- Hartan, Wilhelm (1838–1917), deutscher Fotograf

### Hartap
- Hartapu, späthethitischer König

### Hartar
- Hartard, Bertram junior (1929–1992), deutscher Politiker (CDU), MdL
- Hartard, Bertram senior (1901–1967), deutscher Politiker (CDU), MdL
- Hartard, Elías (* 1987), spanisch-chilenischer Fußballspieler
- Hartard, Susanne (* 1962), deutsche Agraringenieurin, Umweltwissenschaftlerin und Hochschullehrerin

### Hartau
- Hartau, Friedrich (1911–1981), deutscher Schauspieler, Übersetzer, Dramaturg, Schriftsteller und Regisseur
- Hartau, Ludwig (1877–1922), deutscher Schauspieler
- Hartauer, Andreas (1839–1915), böhmischer Glasarbeiter und Verfasser des Böhmerwaldliedes

### Hartaw
- Hartawan, Ruselli (* 1997), indonesische Badmintonspielerin